# إليزابيت بارنز
إليزابيت بارنز (بالسويدية: Elisabet Barnes)‏ هي عداءة ألتراماراثون ‏ سويدية، ولدت في 13 أبريل 1977.

## وصلات خارجية
- الموقع الرسمي
- إليزابيت بارنز على موقع الاتحاد الألماني للألترا ماراثون (الإنجليزية)
- إليزابيت بارنز على موقع ThePowerOf10.info (الإنجليزية)
- إليزابيت بارنز على موقع الرابطة الدولية لركض المسار (الإنجليزية)